# Boarmia primitiaria
Boarmia primitiaria là một loài bướm đêm trong họ Geometridae.